# Cho Byung-deuk
Cho Byung-deuk (ur. 26 maja 1958 w Inczonie) – były południowokoreański piłkarz występujący na pozycji bramkarza. Trener piłkarski.

## Kariera klubowa
Cho karierę rozpoczynał w 1979 roku drużynie piłkarskiej z uczelni Myongji University. W 1983 roku trafił do zespołu Hallelujah FC. W tym samym roku zdobył z nim mistrzostwo Korei Południowej. Przez 4 sezony w barwach Hallelujah zagrał 62 razy. W 1987 roku odszedł do klubu POSCO Atoms. W tym samym roku wywalczył z nim wicemistrzostwo Korei Południowej, a rok później zdobył mistrzostwo Korei Południowej. W 1990 roku zakończył karierę z liczbą 72 spotkań dla POSCO.

## Kariera reprezentacyjna
W reprezentacji Korei Południowej Cho zadebiutował w 1979 roku. W 1980 roku uczestniczył w Pucharze Azji, na którym Korea Południowa zajęła 2. miejsce. W 1986 roku znalazł się w drużynie na Mistrzostwa Świata. Nie zagrał na nich ani razu, a Korea Południowa zakończyła turniej na fazie grupowej.
W 1988 roku Cho wziął udział w Letnich Igrzyskach Olimpijskich, z których odpadł z zespołem po fazie grupowej. W tym samym roku został powołany do kadry na Puchar Azji, który tym razem Korea Południowa również zakończyła na 2. miejscu.
W latach 1979–1989 w drużynie narodowej rozegrał w sumie 42 spotkania.